# モス・テウトニクス

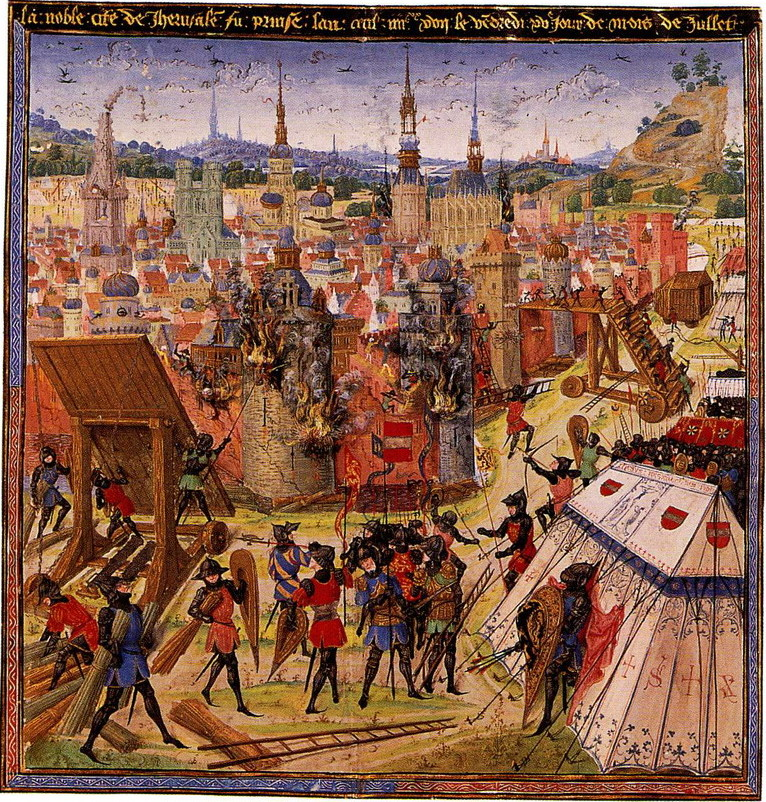
十字軍の騎士たち:モス・テウトニクスは、はるか遠い外国で戦死した貴族たちの遺体を、輸送に適した大きさに分けたうえで、彼らの故国にある彼らが望んだ場所に埋葬するためにおこなわれた

モス・テウトニクス（ラテン語:Mos Teutonicus）は、中世ヨーロッパで、輸送手段を容易にするよう位の高い個人の遺体を厳粛に処置した、『ドイツの慣習』を意味する死後の葬儀の慣習。故人の出身国から遠く離れた土地より、衛生的に故人の骨を輸送できるよう、遺体から肉を取り除く過程が生じた。

## 背景

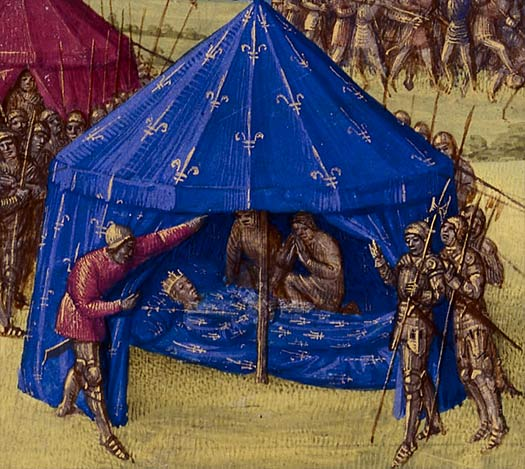
ルイ聖王の死。エンバーミングを施された王の遺体が、故国に運ぶ長い時間の間に腐敗が進むのを防ぐため、モス・テウトニクスの処置がなされた

第2回十字軍の間、聖地で戦死した、または病死した貴族の亡骸を、故郷から遠く離れたイスラム教の土地に埋葬することは不適当だと考えられていた。遠距離の外国から時間をかけて遺体全てを輸送することは、非現実的であり、多くの場合暑い気候によって早く腐敗がすすんでしまうため、非衛生的であった。ドイツ人貴族たちは特に、埋葬は聖地で行わずむしろ故国の土に還ることを望んだ。12世紀フィレンツェの年代記作家ボンコンパーニョ（en）は、ドイツ人貴族と特異な手続きとを結びつけた最初の人物で、モス・テウトニクスというフレーズを生み出した。
イングランド貴族とフランス貴族は全体的にエンバーミングを好み、遺体とは別の場所に内臓や心臓を埋葬した。エンバーミングを施した遺体の輸送は、腐敗を数日間しかとめられなかった。モス・テウトニクスの長所の1つは、エンバーミングより相対的に費用がかからず、より衛生的になったことである。この慣習が存在したことは、10世紀終わりにヒルデスハイム司教ゲルダクが記したことで証明されている。不可抗力ではあったものの、1270年、イスラムが支配するチュニスで亡くなったルイ聖王は、フランスに輸送するためにモス・テウトニクスの処置がされた。遺体を心臓、内臓、骨に分けることをdilaceratio corporisといった。遺体を複数回にわけて埋葬することは、13世紀以降フランス王国内ではカペー朝の特権となった（そのほとんどは王の遺体に対して行われ、時には王妃や王族の遺体に対しても行われた）。このdilaceratioが、亡き王を称えるための葬儀を倍の数に増加させた（遺体の埋葬が最も重要であったが、心臓の埋葬、内臓の埋葬も別に行われた）し、埋葬地も増えた（遺体の墓、心臓の墓、内臓の墓、モービュイッソン修道院にあるような内臓の墓には王族の巨大な横臥像がつくられた）。
遺体の保存は中世社会で非常に一般的に行われていた。腐敗した遺体は罪深いもの、邪悪なものの象徴とみなされていた。エンバーミングとモス・テウトニクスは、墓につくられる故人の彫像と平行して、遺体が亡くなったときのそのままの状態で腐敗せず、静止している状態であると見る者を錯覚させる方法であり、遺体の死後硬直と腐敗という不安のイメージを取り除いたものだった。

## プロセス
モス・テウトニクスのプロセスは、次の段階の過程を容易に行うために遺体をバラバラにすることから始まる。続いて、切り分けられた遺体の一部を水かワインで数時間煮る。煮ることで骨から肉がはずれるようになる。残ったものは全て骨からかきとられ、完全にきれいな骸骨を残すだけとなる.。遺体の肉や内臓はただちに埋葬されるか、家畜の肉を保存するのと同じように塩漬けにされた。骨、そして肉の残余部分は、その後埋葬儀式のため故人の故郷へ運ばれていった。
中世社会は一般的に内臓は汚らしいものだと考えていた。特にドイツ人貴族の間では、内臓の処理には大した厳粛さも備わっていなかった。

## 慣習の禁止
教会は、慣習が実際に行われていることに対しては高い評価を与えていた。しかし、ローマ教皇ボニファティウス8世はモス・テウトニクスに対して特に嫌悪感を持っていることが知られていた。なぜなら彼の理想では身体は欠けさせてはならず、整合性のとれた状態でなければならなかったからである 。1300年の教皇教書De Sepulturisにおいて、ボニファティウス8世はモス・テウトニクスを禁止した。慣習の禁止を盛り込んだ教皇教書が発効されると、しばしば人体解剖の禁止であると誤解された。これはおそらく、反響を恐れていた一部の解剖学者の研究を隠すためで、医学用解剖の結果に懲罰を与えるためであった。しかしDe Sepulturisはモス・テウトニクスの慣習を禁止しただけであり、全般的に解剖を禁じたのではなかった。

## 参照

### ノート
1. ↑  ボンコンパーニョは、遺体の尊厳と名誉を保つことが意図されていたというユダヤ人とローマ人の埋葬慣習の箇所で、軽蔑をこめてモス・テウトニクスについて記している。彼はドイツ人のことを、自分たちドイツ人のうち最も著名な人物の遺体を八つ裂きの刑に処しているのだと非難している[2]